# Szczur malajski
Szczur malajski (Rattus tiomanicus) – gatunek ssaka z podrodziny myszy (Murinae) w obrębie rodziny myszowatych (Muridae), występujący w Azji Południowo-Wschodniej.

## Zasięg występowania
Szczur malajski występuje na Półwyspie Malajskim, Sumatrze, Palawanie (i sąsiedniy wyspy Bancalan, Arena i Calauit), Borneo, Jawie, Bali, wielu mniejszych wysp przybrzeżnych (Tioman, Enggano, Maratua, Panjang, Rabu Rabu, Sangka Laki, Bilang Bilangan, Eraban i Miang Besar), i być może na  Busuandze.

## Taksonomia
Gatunek po raz pierwszy zgodnie z zasadami nazewnictwa binominalnego opisał w 1900 roku amerykański zoolog Gerrit Smith Miller nadając mu nazwę Mus tiomanicus. Holotyp pochodził z wyspy Tioman, w Pahangu, w Malezji.
Rattus tiomanicus należy do grupy gatunkowej rattus. Okaz R. baluensis w niedawnym badaniu genetycznym został zgrupowany z R. tiomanicus, co może wskazywać, że R. baluensis powinien być włączony do R. tiomanicus. Morfologicznie podobnymi gatunkami są R. mindorensis, R. burrus, R. adustus, R. simalurensis i R. lugens. R. tiomanicus charakteryzuje się znacznym zróżnicowaniem geograficznym i może reprezentować wiele gatunków lub przynajmniej podgatunków. Taksonomia podgatunkowa wymaga dokładniejszego zbadania; do tego czasu autorzy Illustrated Checklist of the Mammals of the World uznają ten takson za gatunek monotypowy.

### Etymologia
- Rattus: łac. rattus „szczur”[42].
- tiomanicus: Tioman, Malezja[2].

## Morfologia
Długość ciała (bez ogona) 140–190 mm, długość ogona 150–200 mm, długość ucha 20,4 mm, długość tylnej stopy 28–35 mm; masa ciała 55–150 g. Wierzch ciała jest blady oliwkowobrązowy, spód biały lub białawy. Ogon jest jednolicie brązowy. Dość szerokie stopy są przystosowane do wspinania; uszy są duże i słabo owłosione. Kariotyp wynosi 2n = 42 i FN = 62 lub 64.

## Ekologia
Szczur malajski żyje w lasach wtórnych, na obszarach działalności rolniczej (w tym na polach ryżowych), plantacjach, w ogrodach, na terenach trawiastych i krzewiastych, w lasach mszystych, po strefę przejściową do lasów górskich. Na górze Kinabalu w malezyjskiej prowincji Sabah spotykany do około 1700 m n.p.m.
Prowadzi nocny tryb życia, Dobrze się wspina i spędza dużo czasu na drzewach. Jest wszystkożerny, jada także owoce palmy olejowej. Schronienie znajduje pod opadłymi liśćmi palm, konarami i w koronach palm.

## Populacja
Międzynarodowa Unia Ochrony Przyrody uznaje szczura malajskiego za gatunek najmniejszej troski. Nie są znane zagrożenia dla gatunku, jest on szeroko rozpowszechniony i pospolity. Ocenia się, że jego liczebność rośnie. Bywa uznawany za szkodnika.